# John Edward Williams
John Edward Williams (Clarksville, 29 augustus 1922 - Fayetteville, 3 maart 1994) was een Amerikaans schrijver. Hij werd vooral bekend door zijn romans Stoner en Augustus. Dat laatste boek werd in 1973 bekroond met de National Book Award.

## Leven en werk
Williams was afkomstig uit een boerenfamilie. Zijn stiefvader was conciërge. Na een weinig succesvolle schoolloopbaan, werkte hij een tijdje als journalist. Tijdens de Tweede Wereldoorlog diende hij bij de luchtmacht, onder andere tweeënhalf jaar in India en Birma. Terug in Amerika ging hij opnieuw studeren en haalde in 1949 een Master of Arts aan de Universiteit van Denver. Vervolgens studeerde hij nog Engelse literatuur aan de University of Missouri. In 1955 werd hij aangesteld als docent aan de Universiteit van Denver, waar hij doceerde in creatief schrijven.
Naast studieboeken en twee gedichtenbundels schreef Williams vier romans. Het bekendst zijn Stoner (1965, een semi-autobiografische roman over een docent aan de Universiteit van Missouri) en Augustus (1972, over de gewelddadige Romeinse keizer, bekroond met de National Book Award). Het werk van Williams wordt geprezen om zijn zorgvuldige, heldere en indringende schrijfstijl. Rivaliteit, afgunst en ambitie vormen belangrijke thema's in zijn werk, en vooral ook de vraag hoe gevoelige karakters daarmee omgaan. Ook begrip en onbegrip lopen voortdurend door zijn verhaallijn: de individuele mens kan nooit geheel gekend worden door de ander, wordt nooit geheel begrepen, ook niet door degenen uit zijn of haar directe omgeving.
Williams' romans bleven lange tijd onopgemerkt door het grote publiek, maar beleefden na een heruitgave van Stoner in 2006 door de New York Review Books een internationale heropleving. Stoner vertelt het indringende levensverhaal van een doorsnee docent Engels: zijn liefde voor het vak van leraar en voor de literatuur, zijn mislukte huwelijk en een intense relatie met een studente, een ongelukkige dochter die vroeg zwanger raakt, oppervlakkige vriendschappen die slechts diepgang krijgen als iemand overlijdt. Het laatste hoofdstuk, waarin Stoner zelf overlijdt, plaatst zijn leven in perspectief. Er is echter geen moraal, eerder een soort van verzoening met het leven zoals het was. Arnon Grunberg schreef bij het uitkomen van de Nederlandse vertaling van Stoner in 2012: 'Als u een boek wilt lezen dat uw leven zal veranderen, lees dan dit'. Maartje Wortel schreef in het NRC: 'Het allerbeste boek dat in 2012 uitkwam, een meesterwerk dat eindelijk echt eens de titel meesterwerk verdient'.
Williams ging in 1985 met pensioen aan de universiteit en overleed in 1994 aan longproblemen, 71 jaar oud. Een vijfde roman, The Sleep of Reason, bleef onvoltooid.